# 1367
1367 (MCCCLXVII) a fost un an obișnuit al calendarului iulian, care a început într-o zi de duminică.

## Evenimente
- 3 aprilie: Bătălia de la Nájera (Spania). Sub conducerea prințului Eduard și a lui Petru de Castilia, englezii înfrâng pe francezii comandați de Bertrand du Guesclin și pe Henric de Trastámara.
- În 1367 (sau 1368) Vladislav I (Vlaicu Vodă), voievodul Țării Românești s-a aliat cu Ludovic I cel Mare al Ungariei împotriva turcilor care-i atacau pe bulgari. A fost prima luptă dată de românii de la nord de Dunăre împotriva turcilor.

## Nașteri
- 6 ianuarie: Richard al II-lea al Angliei (d. 1400)
- 3 aprilie: Henric al IV-lea al Angliei (d. 1413)
- Grigore Țamblac, ierarh și cărturar de origine bulgară (d. 1420)

## Decese
- 18 ianuarie: Petru I al Portugaliei (n. 1320)